# Rada Kardynałów

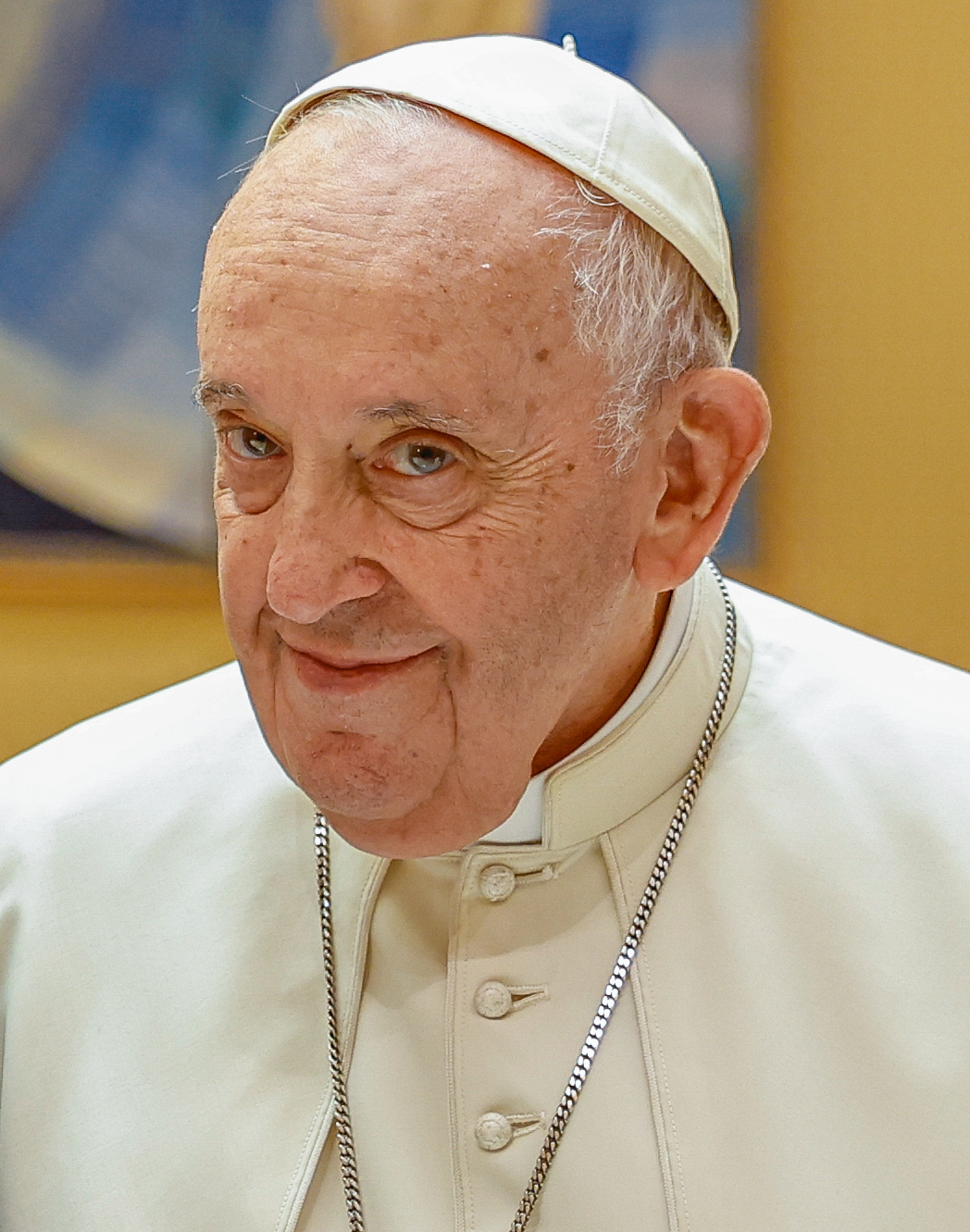
Papież Franciszek

Rada Kardynałów (łac. Consilium Cardinalium) – przyboczny, kolegialny organ doradczy papieża Franciszka, ustanowiony formalnie przez niego odręcznym dokumentem (chirografem) z 28 września 2013.
Pełna, tymczasowa nazwa: Rada Kardynałów Doradców do pomocy w zarządzaniu Kościołem powszechnym i zmiany Konstytucji apostolskiej Pastor Bonus o Kurii Rzymskiej
Rada Kardynałów powstała w celu pomagania papieżowi w kierowaniu Kościołem katolickim oraz reformie Kurii Rzymskiej. Jej powołanie spełnia postulat kongregacji kardynalskich przed konklawe 2013 o potrzebie zwiększenia kolegialności w rządach Kościoła. Rada jest czymś w rodzaju przybocznej papieskiej reprezentacji Kolegium Kardynalskiego lub światowego episkopatu.
Aktualny 9-osobowy skład (od marca 2023) Rady może być zmieniony w przyszłości. Jest także możliwe, że status Rady zostanie uregulowany w przyszłości dokumentem papieskim wyższej rangi niż chirograf.
Rada obraduje w rezydencji papieskiej (Domu Św. Marty) lub w Pałacu Apostolskim. Rada spotyka się albo w obecności papieża, który w takim przypadku przewodniczy spotkaniom lub we własnym gronie, a wtedy przewodniczy kardynał koordynator.

## Geneza
Kongregacje Generalne Kardynałów odbywające się bezpośrednio przed konklawe w 2013 zwracały uwagę na potrzebę większej kolegialności w zarządzaniu Kościołem. Propozycje dotyczyły powołania stałych doradców papieskich spośród światowego episkopatu katolickiego. Papież Franciszek wychodząc naprzeciw tym postulatom powołał 13 kwietnia 2013 r. ośmiu kardynałów doradców. Mieli oni doradzać mu zarówno jako grupa jak i indywidualnie – w ważniejszych sprawach, z którymi papież się do nich zwróci. Kardynałowie doradcy zostali także obarczeni zadaniem przygotowania reformy Kurii Rzymskiej. 28 września 2013 r. papież postanowił sformować z kardynałów doradców nowy organ kościelny – Radę Kardynałów. W lipcu 2014 kard. Pietro Parolin, watykański sekretarz stanu, został dziewiątym członkiem rady. W grudniu 2018 radę opuścili: emerytowany kard. Laurent Monsengwo Pasinya oraz zdymisjonowani kard. Francisco Javier Errázuriz Ossa i kard. George Pell. 15 października 2020 z pozycji Sekretarza Rady został przeniesiony biskup Marcello Semeraro, a jego następcą został dotychczasowy sekretarz pomocniczy, biskup Marco Mellino. Tego samego dnia do składu rady został dołączony kard. Fridolin Ambongo Besungu. 7 marca 2023 poinformowano o odnowieniu składu radu z powodu wygaśnięcia kadencji poprzednich członków. Radę tym samym opuścili kard. Óscar Andrés Rodríguez Maradiaga, kard. Giuseppe Bertello (Watykan/Włochy) i kard. Reinhard Marx (Niemcy), zaś dołączyli kard. Fernando Vérgez Alzaga, kard. Gérald Lacroix, kard. Jean-Claude Hollerich SJ i kard. Sérgio da Rocha (Brazylia).

## Skład
- kard. Pietro Parolin (Włochy/Watykan)
- kard. Fernando Vérgez Alzaga LC (Hiszpania/Watykan)
- kard. Fridolin Ambongo Besungu OFMCap (Demokratyczna Republika Konga)
- kard. Oswald Gracias (Indie)
- kard. Seán O’Malley OFMCap (Stany Zjednoczone)
- kard. Juan José Omella Omella (Hiszpania)
- kard. Gérald Lacroix (Kanada)
- kard. Jean-Claude Hollerich SJ (Luksemburg)
- kard. Sérgio da Rocha (Brazylia)
  - bp Marco Mellino (Watykan) – sekretarz Rady (organ pomocniczy, niewchodzący w skład Rady)

## Byli członkowie Rady
- kard. Laurent Monsengwo Pasinya (Demokratyczna Republika Konga) – do 2018 po czym przeszedł na emeryturę[4]
- kard. George Pell (Australia) – zdymisjonowany 12 grudnia 2018[4]
- kard. Francisco Javier Errázuriz Ossa (Chile) – zdymisjonowany 12 grudnia 2018[4]
  - bp Marcello Semeraro (Włochy) – sekretarz Rady (organ pomocniczy, niewchodzący w skład Rady), 15 października 2020 mianowany prefektem Kongregacji Spraw Kanonizacyjnych[2]
- kard. Óscar Andrés Rodríguez Maradiaga (Honduras) – kadencja wygasła w 2023[3].
- kard. Giuseppe Bertello (Włochy/Watykan) – kadencja wygasła w 2023[3].
- kard. Reinhard Marx (Niemcy) – kadencja wygasła w 2023[3].

## Posiedzenia Rady Kardynałów
- 1–3 października 2013[5]
- 2–5 grudnia 2013[6]
- 17–18 lutego 2014[6]
- 28–30 kwietnia 2014[7]
- 1–4 lipca 2014[7][1]
- 15–17 września 2014[8][9]
- 9–11 grudnia 2014[8][10]
- 9–11 lutego 2015[8][10][11]
- 13–15 kwietnia 2015[12]
- 8–10 czerwca 2015[13]
- 14–16 września 2015[14]
- 10–12 grudnia 2015[15]
- 8–9 lutego 2016[16]
- 11-13 kwietnia 2016[17]
- 6–8 czerwca 2016[17]
- 12–14 września 2016[17][18]
- 12–14 grudnia 2016[17]
- 13–15 lutego 2017[19]
- 24–26 kwietnia 2017[20]
- 11–13 września 2017[21]
- 11–13 grudnia 2017[22]
- 26–28 lutego 2018[23]
- 23–25 kwietnia 2018[24]
- 11–13 czerwca 2018[25]
- 10–12 września 2018[26]
- 10–12 grudnia 2018[27]
- 18–20 lutego 2019[28]
- 8–10 kwietnia 2019[29]
- 25–27 czerwca 2019[30]
- 17–19 września 2019[31]
- 2–4 grudnia 2019[32]
- 17–19 lutego 2020[33]
- 13–14 października 2020[34]
- 2 grudnia 2020[35]
- 24–25 czerwca 2021[36]
- 21 września 2021[37]
- 28 kwietnia 2022[38]
- 7 grudnia 2022[39]
- 24–26 kwietnia 2023[40]
- 15–16 kwietnia 2024[41]
- 17–18 czerwca 2024[42]
- 2–3 grudnia 2024[43]